# 1826
- Wikisource

| Calendário gregoriano                                                        | 1826 MDCCCXXVI                      |
| Ab urbe condita                                                              | 2579                                |
| Calendário arménio                                                           | 1275 – 1276                         |
| Calendário bahá'í                                                            | -18 – -17                           |
| Calendário budista                                                           | 2370                                |
| Calendário chinês                                                            | 4522 – 4523 Início a 7 de fevereiro |
| Calendário copta                                                             | 1542 – 1543                         |
| Calendário etíope                                                            | 1818 – 1819                         |
| Calendários hindus - Vikram Samvat - Calendário nacional indiano - Cáli Iuga | 1881 – 1882 1747 – 1748 4926 – 4927 |
| Calendário Holoceno                                                          | 11826                               |
| Calendário islâmico                                                          | 1242 – 1243                         |
| Calendário judaico                                                           | 5586 – 5587                         |
| Calendário persa                                                             | 1204 – 1205 Início a 21 de março    |
| Calendário rúnico                                                            | 2076                                |
| Calendário solar tailandês                                                   | 2369                                |

1826 (MDCCCXXVI, na numeração romana) foi um ano comum do século XIX do actual Calendário Gregoriano, da Era de Cristo, e a sua letra dominical foi A (52 semanas), teve início a um domingo e terminou também a um domingo.
| Ano completo                    |
| ------------------------------- |
| Ano comum com início ao domingo |

## Eventos
- Fundação do Município de Tatuí, no dia 11 de agosto.
- Quando D. João VI morreu, deixou o trono português para seu filho, D. Pedro I.
- Pedro I do Brasil torna-se rei Pedro IV de Portugal, mas abdica para a filha Maria II em Maio.
- Ano de criação da Fotografia.
- Fundação da freguesia de Nossa Senhora das Dores do Tatuibi, atual município brasileiro de Limeira.
- 11 de junho -  Batalha dos Pozos: o almirante argentino Brown, comandando quatro navios, expulsa uma numerosa esquadra brasileira que bloqueava o porto de Buenos Aires.

## Nascimentos
- 28 de Janeiro -  Louis Favre, engenheiro Suíço. (m.1879)
- 6 de Abril - Gustave Moreau, pintor pós-impressionista francês. (m. 1898)
- 3 de Maio - Carlos XV da Suécia, rei da Suécia e Noruega de 1859 a 1872 (m. 1872)
- 8 de Maio - Miguel Ângelo Lupi pintor português da época romântica (m. 1883)
- 8 de Julho - Laurindo Rabelo, médico e escritor brasileiro, patrono da Academia (m. 1864).
- 11 de Agosto - Andrew Jackson Davis, médium norte-americano. (m. 1910)
- 17 de Setembro - Bernhard Riemann, matemático alemão (m. 1866)
- 21 de Setembro - Gustave Moynier, jurista e humanista Suíço, co-fundador da Crux Vermelha (m. 1910)
- 29 de Outubro - Giuseppe Zanardelli, político italiano (m. 1903).
- 11 de Dezembro - William Waddington, político francês (m. 1894).

## Mortes
- 3 de Janeiro - Louis Gabriel Suchet, marechal francês (n. 1770)
- 9 de Fevereiro - Johann Baptiste von Spix, naturalista alemão (n. 1781)
- 10 de Março - Rei João VI de Portugal
- 4 de Julho - John Adams, 2º presidente (n. 1735), e Thomas Jefferson, 3º presidente dos Estados Unidos da América (n. 1743)
- 22 de Julho - Giuseppe Piazzi, astrônomo italiano (n. 1746)
- 23 de Novembro - Johann Elert Bode, astrônomo alemão (n. 1747)
- 11 de Dezembro - Imperatriz Maria Leopoldina de Áustria (n.1797)

## Por tema
- 1826 no Brasil
- 1826 na ciência
- 1826 na literatura
- 1826 na música